# Myszoskocz somalijski
Myszoskocz somalijski (Gerbillus somalicus) – gatunek ssaka z podrodziny myszoskoczków (Gerbillinae) w obrębie rodziny myszowatych (Muridae), występujący na Półwyspie Somalijskim.

## Zasięg występowania
Myszoskocz somalijski znany jest z dwóch siedlisk, w Dżibuti i północnej Somalii (Somaliland).

## Taksonomia
Gatunek po raz pierwszy zgodnie z zasadami nazewnictwa binominalnego opisał w 1910 roku brytyjski zoolog Oldfield Thomas nadając mu nazwę Dipodillus somalicus. Holotyp pochodził z Upper Sheikh, w Somalii.
Był klasyfikowany w rodzaju Dipodillus, który został włączony do rodzaju Gerbillus w randze podrodzaju. Niektórzy autorzy uznali go za wschodnią populację Gerbillus campestris; obecnie jest klasyfikowany jako osobny gatunek, jednak status ten może ulec rewizji w wyniku dalszych badań. Podobny do G. brockmani, ale różni się morfologicznie od G. campestris i nieco od G. agag i G. brockmani które występują w tych samych regionach. Brak danych genetycznych.Autorzy Illustrated Checklist of the Mammals of the World uznają ten takson za gatunek monotypowy.

### Etymologia
- Gerbillus: fr. gerboa lub jerboa „myszoskoczek”, od arab. ‏جَرْبُوع‎ jarbū „mięśnie grzbietu i lędźwi”; łac. przyrostek zdrabniający -illus[7].
- somalicus: Somalia[8].

## Morfologia
Długość ciała (bez ogona) 82–90 mm, długość ogona 112–124 mm, długość ucha 11–12 mm, długość tylnej stopy 24–25 mm; brak danych dotyczących masy ciała. 

## Ekologia
Myszoskocz somalijski żyje na pustyniach, żwirowych równinach, obszarach pozbawionych szaty roślinnej lub rzadko porośniętych trawami. Prawdopodobnie zamieszkuje takie środowisko również pomiędzy dwoma znanymi miejscami występowania. Prowadzi naziemny tryb życia.

## Populacja
Zasięg tego gatunku nie jest dobrze określony, nie jest znany trend rozwoju populacji ani możliwe zagrożenia; nie wiadomo, czy występuje w obszarach chronionych. Międzynarodowa Unia Ochrony Przyrody nie określa obecnie kategorii zagrożenia ze względu na niedobór informacji i zaleca dalsze badania dotyczące pozycji systematycznej, występowania, liczebności, reprodukcji i ekologii tego gatunku. Czerwona księga gatunków zagrożonych z 1996 roku stwierdzała, że jest to gatunek najmniejszej troski.